# La banyera (pel·lícula)
La banyera és una pel·lícula espanyola del 1989 dirigida per Jesús Garay. Ha estat doblada al català. Es tracta d'una història difícil que es mou en claus hermètiques sobre la pèrdua de la memòria. Fou estrenada al Festival Internacional de Cinema Fantàstic de Sitges el 12 d'octubre de 1989. No es va estrenar als cinemes fins 14 de juny de 1991. El 2009 fou reestrenada al cinema Augusta de Palma.

## Sinopsi
Andrea és una actriu drogaaddicta que viu a l'estranger i rep un anònim que li indica que el seu germà Víctor el necessita. Quan torna s'assabenta que Víctor ha perdut la memòria després de la mort de l'escultora Olvido Vintró en una banyera i ha estat internat en un manicomi. Poc temps després descobreix que tot ha estat un muntatge de la seva esposa Marisa i del comissari Montes per acusar-lo del crim.

## Repartiment
- Muntsa Alcañiz - Andrea
- Pep Munné - Víctor
- Rosa Novell - Olvido Vintró
- Josep Maria Pou - Comissari Montes
- Mercè Sampietro - Marisa

## Premis
Estrenada al Festival de Sitges, hi va rebre el Premi de la Crítica. També va guanyar el Corb d'Or al Festival Internacional de Cinema Fantàstic de Brussel·les i el premi especial del jurat al Fantasporto. Als X Premis de Cinematografia de la Generalitat de Catalunya Llorenç Miquel i Carpi va rebre un dels premis al millor tècnic.